# Der vernünftige Zeitvertreiber
Der vernünftige Zeitvertreiber war eine in Preßburg gegründete moralische Wochenschrift. Ihr Verfasser war Karl Gottlieb von Windisch.

## Werkgenese
Dieses Beiblatt der Preßburger Zeitung knüpfte unmittelbar an seinen Vorgänger, Der Freund der Tugend, an. In der Tradition der norddeutschen bzw. englischen moralischen Wochenschriften brachte Windisch „Gedanken von der Menschlichkeit“ (2. Slg.), „Versuch über den Menschen, aus dem Englischen des Alexander Pope“ (3. Slg.), „Gedanken vom Daseyn Gottes“ (3. Slg.), „Geschichte des Fleißes, und der Ruhe“ (4. Slg.), „Der Tempel der Unwissenheit“ (4. Slg.). Die Festigung von Sitte, Anstand und Charakter war das Anliegen des Verfassers. Zahlreiche Anekdoten, Novellen und Erzählungen untermauerten den erzieherischen Charakter dieser Wochenschrift. Das Blatt galt lang als verschollen, konnte nun aber in der Ungarischen Nationalbibliothek Széchényi nachgewiesen werden.

## Ausgabe
- Der vernünftige Zeitvertreiber. Karl Gottlieb Windisch. 4 Sammlungen. Preßburg: Landerer 1770. 8°